# Sara Pastore
Sara Pastore (Frauenfeld, 24 ottobre 1984) è una calciatrice svizzera con cittadinanza italiana, di ruolo centrocampista.

## Carriera
Sara Pastore nasce a Frauenfeld, cittadina Svizzera capoluogo del Canton Turgovia, e si appassiona al calcio fin dalla giovane età decidendo di iscriversi a una locale scuola calcio dove, inserita in una formazione mista, apprende i fondamentali per giocare nei campionati giovanili svizzeri assieme ai maschietti.
Nel 1997, all'età di 12 anni, si trasferisce con i genitori in Italia stabilendosi a Cervia dove si tessera con la locale società di calcio femminile.
Ha anche girato il film Il cuore grande delle ragazze.

### Nazionale
Sara Pastore vanta quattro presenze con la Nazionale sperimentale Under-21 che il commissario tecnico Vincenzo Mirra aveva condotto in amichevoli nella prima parte degli anni duemila.

## Palmarès
- Campionato italiano di Serie A2: 1

Riviera di Romagna: 2011-2012
- Campionato italiano di Serie B: 1

Cervia: 2006-2007